# 스리쿼터

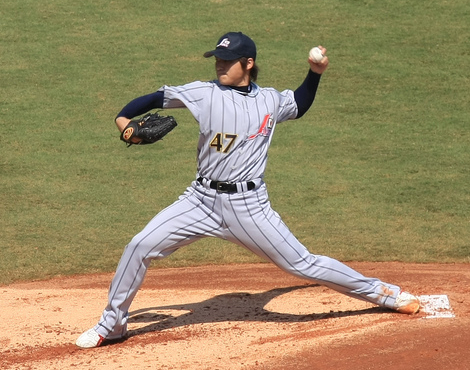

스리쿼터(three-quarter)는 야구에서 투수의 투구동작 중 하나이다.
던질 때 오버핸드처럼 던지나 팔을 약간 비틀어서 던진다. 거의 사이드암과 오버핸드의 중간 수준이며 거의 모든 투수들이 사용한다.
장점으로는 오버핸드의 투구방식보다 팔의 각도가 낮기 때문에, 투수에게 체력적인 부담을 덜 주어 안정적으로 투구할 수 있다는 장점을 가진다.
또한 오버핸드와 비슷한 각도에서 공을 채기 때문에 정통파 투구폼과 비슷한 효과를 낼 수 있으며(속구에 대한 강점), 오버핸드에서는 잘 구사하기 힘든 변화구도 스리쿼터 방식에서는 충분히 극복할 수 있기 때문에, 현대 야구에서 자주 등장하는 투구 방식이다.
변화구에서 가지는 장점을 자세히 설명하면, 오버핸드의 경우에는 팔이 회전하는 방식이 위에서 아래,즉 종으로 떨어지기 때문에 횡으로 떨어지는 변화구를 구사하기가 상당히 힘들다.
이와 다르게 스리쿼터의 경우에는 팔을 휘두르는 각도가 오버핸드에 비해 횡으로 휘두르기 때문에 더 다양한 변화구를 구사하는데에 유리하다는 강점을 지니고 있다.
하지만, 오버핸드 투구방식과 비교하였을 때 , 구속이 낮아질 수 있다는 단점을 가지며, 정통파 투구방식에 비해 타자가 공을 볼 수 있는시간이 늘어나기 때문에 타자들이 몇 타석을 지나면 쉽게 적응할 수 있다는 단점도 존재한다.
주로 전 두산베어스 배영수, 현 SSG 랜더스의 외인투수 엘리야스, 현 한화 이글스 류현진 등이 있다.